# Chess Review
Chess Review è stata una rivista statunitense di scacchi, pubblicata da gennaio 1933 fino a ottobre 1969 (un periodo di 36 anni e 10 mesi).
Fu fondata a New York da Isaac Kashdan, Al Horowitz e Fred Reinfeld. Kashdan ne fu direttore per un anno, poi si ritirò e la direzione passò ad Horowitz, che la mantenne per tutta la durata della rivista.
Chess Review rimase la più diffusa e popolare rivista di scacchi americana per quasi trent'anni, fino a quando la federazione americana (United States Chess Federation) fondò nel 1961 la rivista Chess Life, organo ufficiale della federazione. Le due riviste rimasero in competizione fino al 1969, quando Horowitz si ritirò. Le due testate si fusero nella Chess Life & Review, che  mantenne tale nome fino al 1980, per tornare poi a chiamarsi Chess Life. 
Kashdan era un appassionato di problemi di scacchi, e uno dei migliori solutori al mondo negli anni Venti e Trenta. La copertina del primo numero (gennaio 1933) riportava un diagramma con un problema di matto in due mosse. Per molti anni, anche dopo il ritiro di Kashdan, la rivista continuò a pubblicare in copertina un problema. 
Negli anni Quaranta la rivista si arricchì di rubriche scritte da nomi prestigiosi: Reuben Fine fu redattore dell'articolo "problema del mese" per otto anni, dal 1941 al 1949 e Max Euwe prese il suo posto nel 1952. Nello stesso anno anche Tartakower cominciò a collaborare alla rivista. Altri collaboratori furono Arthur Bisguier (1957) e Petar Trifunović (1963). 
Il numero di giugno-luglio 1945 è rimasto famoso per aver pubblicato in copertina una foto di Humphrey Bogart che gioca a scacchi con Charles Boyer nel Hollywood Chess Club, mentre la moglie di Bogart, Lauren Bacall, li osserva.